# Mario Botta

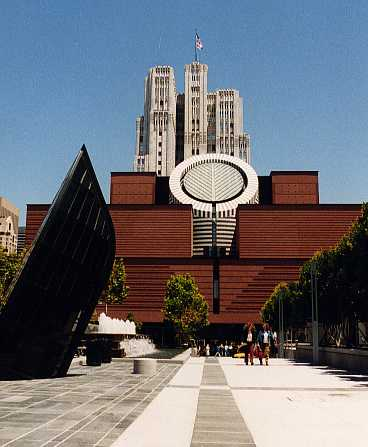
Moderna museet i San Francisco.

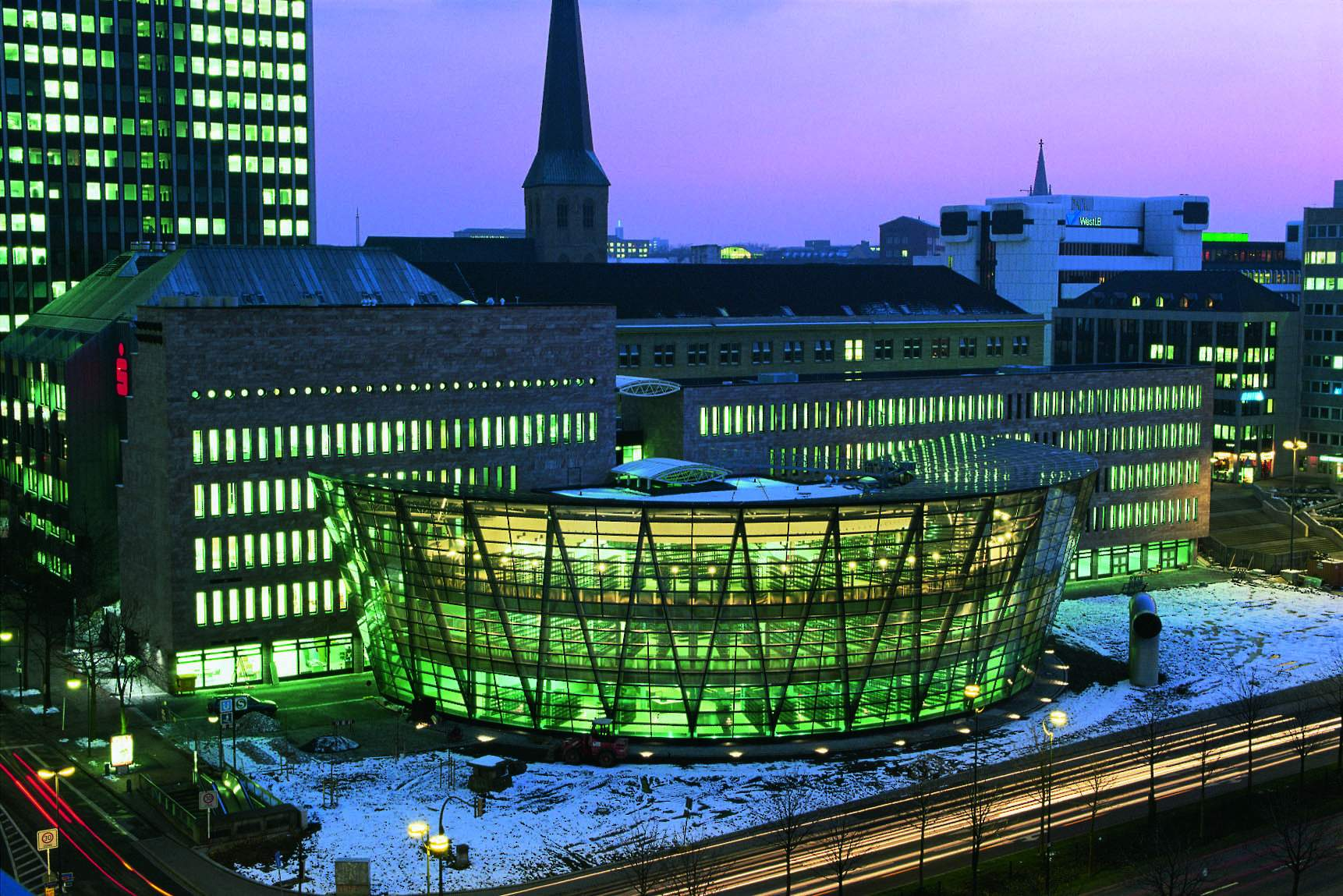
Stadt- und Landesbibliothek i Dortmund i Tyskland.

Mario Botta, född 1 april 1943, är en schweizisk arkitekt. 
Mario Botta började som assistent hos Le Corbusier och Louis Kahn och är tydligast påverkad av den senare. Från 1970 är han verksam i sitt hemland Schweiz. Ett omtalat verk är moderna museet i San Francisco.

## Utmärkelser
Asteroiden 5518 Mariobotta är uppkallad efter honom.

## Projekt
- Riva San Vitale, Ticino, Schweiz, 1972–1973
- Cadenazzo, Schweiz, 1970–1971
- Morbio Inferiore, Schweiz, 1975–1977
- Moderna museet i San Francisco, USA, 1995[12]
- Synagoga och museum, Jerusalem, 1997–1999[13]
- Stadt- und Landesbibliothek i Dortmund i Tyskland, 1999 (med fasad av älvsdalskvartsit från Mångsbodarna)